# Lijst van afleveringen van The Fall Guy
Dit is een lijst met afleveringen van de Amerikaanse televisieserie The Fall Guy. De serie telt 5 seizoenen. Een overzicht van alle afleveringen is hieronder te vinden.

## Seizoen 1
| Nr. | Titel aflevering                   | Uitzenddatum VS  |
| --- | ---------------------------------- | ---------------- |
| 1   | The Fall Guy: Part 1               | 4 november 1981  |
| 2   | The Fall Guy: Part 2               | 4 november 1981  |
| 3   | The Meek Shall Inherit Rhonda      | 11 november 1981 |
| 4   | The Rich Get Richer                | 18 november 1981 |
| 5   | That's Right, We're Bad            | 25 november 1981 |
| 6   | Colt's Angels                      | 2 december 1981  |
| 7   | The Human Torch                    | 9 december 1981  |
| 8   | The Japanese Connection            | 16 december 1981 |
| 9   | No Way Out                         | 6 januari 1982   |
| 10  | License to Kill: Part 1            | 13 januari 1982  |
| 11  | License to Kill: Part 2            | 20 januari 1982  |
| 12  | Goin' for It                       | 27 januari 1982  |
| 13  | The Adventures of Ozzie and Harold | 3 februari 1982  |
| 14  | Soldiers of Misfortune             | 10 februari 1982 |
| 15  | Die Ready, Aim                     | 17 februari 1982 |
| 16  | Ladies on the Ropes                | 24 februari 1982 |
| 17  | The Snow Job                       | 3 maart 1982     |
| 18  | Guess Who's Coming to Town?        | 17 maart 1982    |
| 19  | Child's Play                       | 24 maart 1982    |
| 20  | Charlie                            | 7 april 1982     |
| 21  | Three for the Road                 | 14 april 1982    |
| 22  | The Silent Partner                 | 28 april 1982    |
| 23  | Scavenger Hunt                     | 5 mei 1982       |

## Seizoen 2
| Nr. | Titel aflevering                         | Uitzenddatum VS  |
| --- | ---------------------------------------- | ---------------- |
| 1   | Bail and Bond                            | 27 oktober 1982  |
| 2   | The Ives Have It                         | 3 november 1982  |
| 3   | Colt Breaks Out: Part 1                  | 10 november 1982 |
| 4   | Colt Breaks Out: Part 2                  | 10 november 1982 |
| 5   | The Mighty Myron                         | 17 november 1982 |
| 6   | The Reluctant Traveling Companion        | 24 november 1982 |
| 7   | A Piece of Cake                          | 1 december 1982  |
| 8   | Hell on Wheels                           | 8 december 1982  |
| 9   | How Do I Kill You? Let Me Count the Ways | 22 december 1982 |
| 10  | Win One for the Gipper                   | 5 januari 1983   |
| 11  | Happy Trails                             | 12 januari 1983  |
| 12  | Manhunter                                | 19 januari 1983  |
| 13  | The Further Adventures of Ozzie & Harold | 26 januari 1983  |
| 14  | Death Boat                               | 2 februari 1983  |
| 15  | Eight Ball                               | 9 februari 1983  |
| 16  | Spaced Out                               | 16 februari 1983 |
| 17  | Strange Bedfellows                       | 23 februari 1983 |
| 18  | The Molly Sue                            | 2 maart 1983     |
| 19  | One Hundred Miles a Gallon               | 9 maart 1983     |
| 20  | P.S., I Love You                         | 16 maart 1983    |
| 21  | The Chameleon                            | 6 april 1983     |
| 22  | The Chase                                | 13 april 1983    |
| 23  | Just a Small Circle of Friends           | 4 mei 1983       |

## Seizoen 3
| Nr. | Titel aflevering     | Uitzenddatum VS   |
| --- | -------------------- | ----------------- |
| 1   | Devil's Island       | 21 september 1983 |
| 2   | Trauma               | 28 september 1983 |
| 3   | Pleasure Isle        | 5 oktober 1983    |
| 4   | Baker's Dozen        | 19 oktober 1983   |
| 5   | The Last Drive       | 26 oktober 1983   |
| 6   | TKO                  | 2 november 1983   |
| 7   | Dirty Laundry        | 9 november 1983   |
| 8   | Inside, Outside      | 16 november 1983  |
| 9   | Pirates of Nashville | 23 november 1983  |
| 10  | Hollywood Shorties   | 30 november 1983  |
| 11  | To the Finish        | 7 december 1983   |
| 12  | Wheels               | 21 december 1983  |
| 13  | Cool Hand Colt       | 4 januari 1984    |
| 14  | The Huntress         | 11 januari 1984   |
| 15  | Bite of the Wasp     | 18 januari 1984   |
| 16  | Rabbit's Feet        | 25 januari 1984   |
| 17  | Olympic Quest        | 1 februari 1984   |
| 18  | Always Say Always    | 22 februari 1984  |
| 19  | King of the Cowboys  | 29 februari 1984  |
| 20  | Boom                 | 7 maart 1984      |
| 21  | Undersea Odyssey     | 21 maart 1984     |
| 22  | Old Heroes Never Die | 2 mei 1984        |

## Seizoen 4
| Nr. | Titel aflevering         | Uitzenddatum VS   |
| --- | ------------------------ | ----------------- |
| 1   | Losers Weepers: Part 1   | 19 september 1984 |
| 2   | Losers Weepers: Part 2   | 19 september 1984 |
| 3   | Stranger Than Fiction    | 26 september 1984 |
| 4   | Prisoner                 | 10 oktober 1984   |
| 5   | Terror U.                | 17 oktober 1984   |
| 6   | Private Eyes             | 24 oktober 1984   |
| 7   | October the 31st         | 31 oktober 1984   |
| 8   | Sandcastles              | 7 januari 1984    |
| 9   | Dead Bounty              | 14 november 1984  |
| 10  | San Francisco Caper      | 21 november 1984  |
| 11  | Baja 1000                | 28 november 1984  |
| 12  | The Winner               | 19 december 1984  |
| 13  | Semi-Catastrophe         | 2 januari 1985    |
| 14  | Her Bodyguard            | 9 januari 1985    |
| 15  | I Love Paris             | 16 januari 1985   |
| 16  | Sheriff Seavers          | 23 januari 1985   |
| 17  | Tailspin                 | 30 januari 1985   |
| 18  | High Orbit               | 6 februari 1985   |
| 19  | Rockabye Baby            | 13 februari 1985  |
| 20  | Spring Break             | 20 februari 1985  |
| 21  | Split Image              | 27 februari 1985  |
| 22  | The Skip Family Robinson | 6 maart 1985      |
| 23  | Reel Trouble             | 10 april 1985     |

## Seizoen 5
| Nr. | Titel aflevering            | Uitzenddatum VS   |
| --- | --------------------------- | ----------------- |
| 1   | Dead Ringer                 | 26 september 1985 |
| 2   | King of the Stuntmen        | 3 oktober 1985    |
| 3   | Femme Fatale                | 10 oktober 1985   |
| 4   | A Fistful of Lire           | 17 oktober 1985   |
| 5   | The Life of Riley           | 30 november 1985  |
| 6   | October the 32nd            | 7 december 1985   |
| 7   | Seavers: Dead or Alive      | 14 december 1985  |
| 8   | Escape Claus                | 21 december 1985  |
| 9   | No Rms Ocean Vu             | 4 januari 1986    |
| 10  | Miami's Nice                | 10 januari 1986   |
| 11  | Reunion                     | 17 januari 1986   |
| 12  | Trial by Fire               | 24 januari 1986   |
| 13  | In His Shadow               | 31 januari 1986   |
| 14  | The Lucky Stiff             | 7 februari 1986   |
| 15  | Beach Blanket Bounty        | 21 februari 1986  |
| 16  | The Last Chance Platoon     | 28 februari 1986  |
| 17  | I Now Pronounce You... Dead | 7 maart 1986      |
| 18  | Two on a Skip               | 21 maart 1986     |
| 19  | Lady in Green               | 28 maart 1986     |
| 20  | Tag Team                    | 4 april 1986      |
| 21  | War on Wheels               | 11 april 1986     |
| 22  | The Bigger They Are         | 2 mei 1986        |